# Çiljeta Xhilaga
Çiljeta Xhilaga (czyt. Cziljeta Dżilaga; ur. 5 lutego 1985 w Tiranie) – albańska piosenkarka i fotomodelka.

## Życiorys
Córka Ferdinanda i Majlindy. Uczyła się w szkole średniej im. Sami Frasheriego w Tiranie. Zadebiutowała na scenie w wieku 14 lat na Festiwalu Pieśni Magicznej w Tiranie, a następnie zwyciężyła w konkursie dla modelek Rinfest 00-01. Występowała razem z zespołem hip-hopowym z Kosowa – Tingulli 3. Piosenka Dridhe boten w jej wykonaniu stała się jednym z największych przebojów dyskotek Albanii i Kosowa. Wystąpiła także w filmie telewizyjnym Ishte koha për dashuri.
W 2011 wzięła udział w albańskiej edycji programu Dancing with the Stars, a jej partnerem był Dion Gjinika.